# Melsele
Melsele est une section de la commune belge de Beveren-Kruibeke-Zwijndrecht située en Région flamande dans la province de Flandre-Orientale. C'était une commune à part entière avant la fusion des communes de 1977.

## Démographie

### Évolution démographique
- Sources : INS, Rem. : 1831 jusqu'en 1970 = recensements, 1976 = nombre d'habitants au 31 décembre[2].

## Patrimoine
À Melsele se trouve la sanctuaire de la vierge miraculeuse de Gaverland, qui fut Corronee canoniquement[Quoi ?] par Mgr Stillemans par ordre de Pie XII en 1912. C'est un des pèlerinages les plus anciens du diocèse de Gand.

## Références

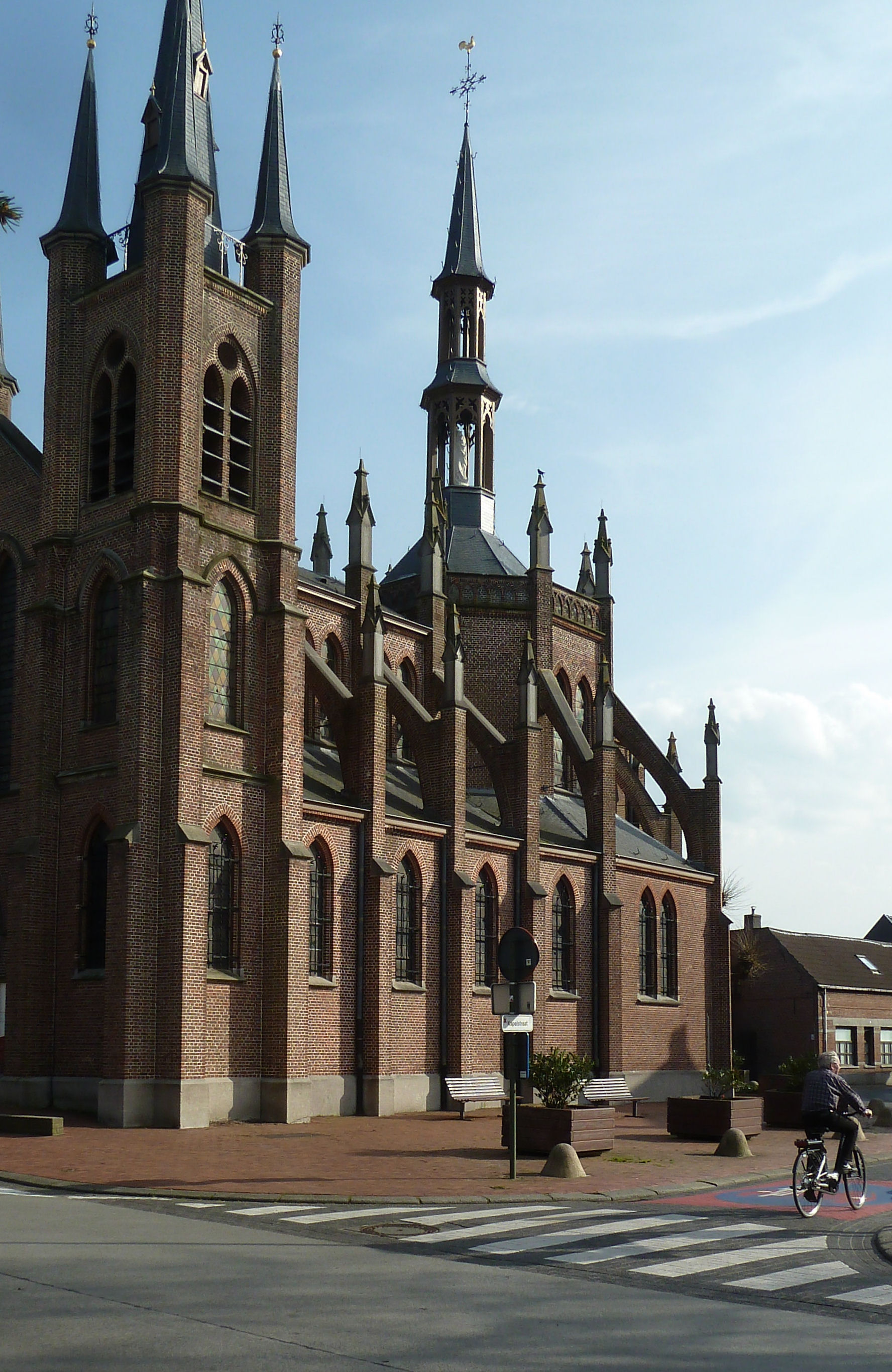
Pèlerinage de Gaverland
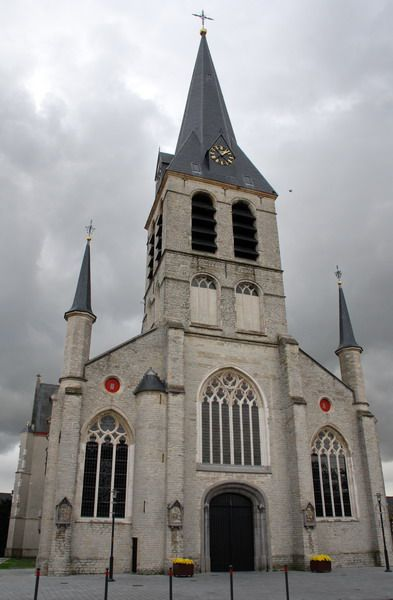
L'église Notre-Dame